# 村山太朗

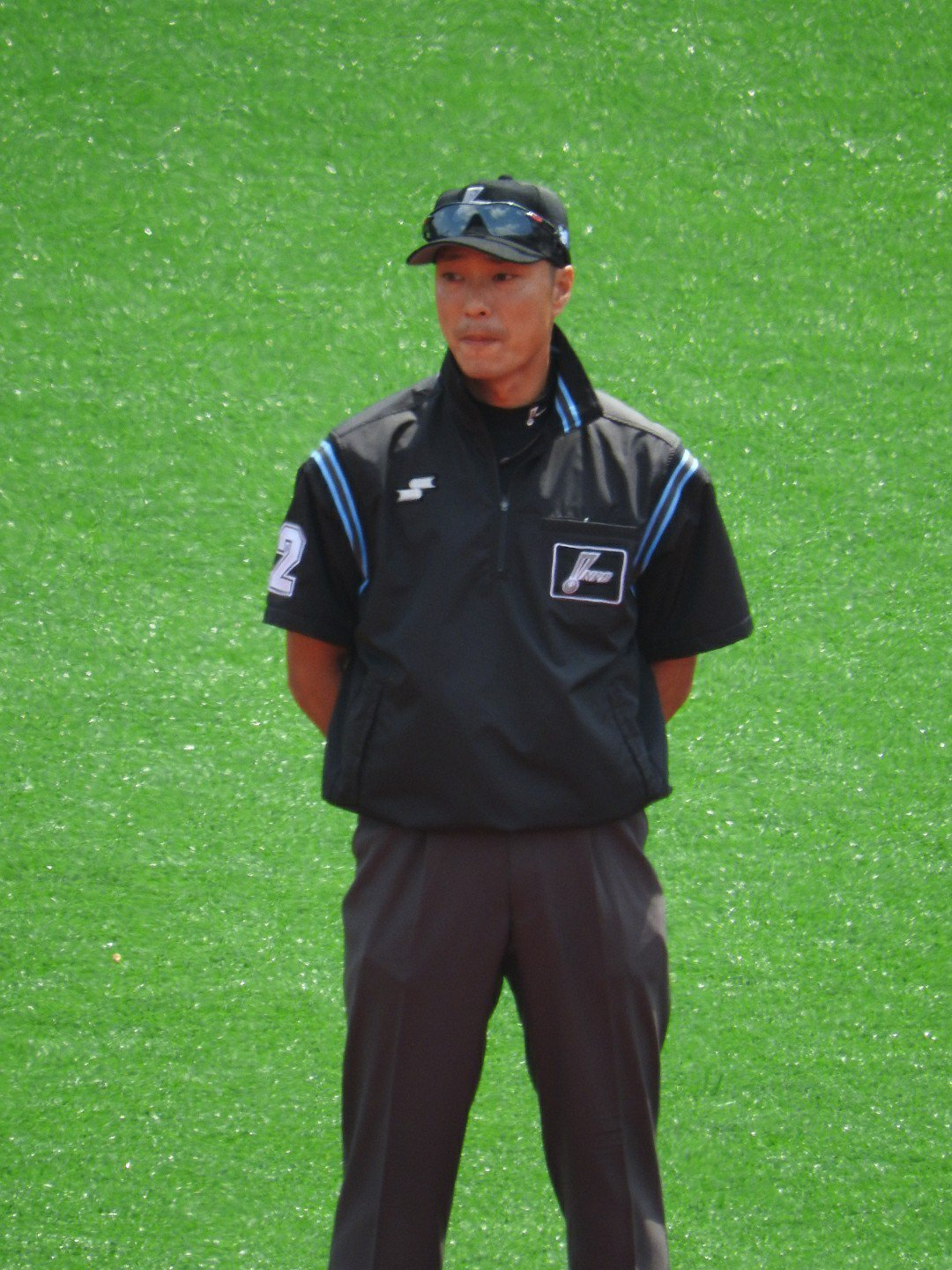
2019年4月21日 横須賀スタジアムにて

村山 太朗（むらやま たろう、1983年8月30日 - ）は、東京都出身のプロ野球審判員。審判袖番号は2006年から2010年まで46、2011年以降は42。日本大学鶴ヶ丘高等学校、日本大学卒業。

## 来歴・人物
日大鶴ヶ丘高校、日本大学を卒業後にジム・エバンス審判学校での研修を経て2006年にセントラル・リーグ審判員となる。
2017年にはオールスターゲーム初出場を果たし、第2戦（7月15日、ZOZOマリンスタジアム）では球審を務めた。
ストライクコールの際に高い声を出しながら横向きに指を指すのが特徴である。
2019年4月30日の読売ジャイアンツ対中日ドラゴンズ戦(東京ドーム)では三塁塁審を務めた。この試合の1回裏一死一、二塁の場面で打者石川慎吾がレフトフェンス際へ打球を放ち、レフトの伊藤康祐が好捕したようにも見えたが、これをフェンスに当たってからの捕球と正しく判断し、ノーキャッチのジェスチャーを出した。この判定が表彰の対象となり、2019年シーズンのファインジャッジ賞を受賞した。
また6月28日の埼玉西武ライオンズ対オリックス・バファローズ(メットライフドーム)では球審を務めていたが、9回表、2死の場面で打者大城滉二のファウルチップがマスクで守られていない頭頂部に直撃。その場に倒れ込んでしまい、一時は担架も用意されたが、最終的には自力で歩いてベンチ裏へ治療へ向かい、数分後には元気そうな姿でグラウンドに戻り試合は続行。観客からは大きな拍手が送られた。なお、この試合の最後はいつも通りのアクロバティックな見逃し三振コールで試合を終了させている。

## 注目を浴びた判定
・4月30日 読売－中日 3回戦（東京ドーム）三塁塁審
1回裏、一死一二塁、レフトフェンス際への打球を左翼手がキャッチしたように見えたが、三塁塁審の村山は、打球がフェンスに触れた後の捕球と判断、すかさずノーキャッチのジェスチャーを出し、トラブルを未然に防いだ。のちにこの判定がファインジャッジ賞に選ばれた。

## 審判出場記録
- 初出場：2010年4月6日、ヤクルト対広島10回戦（神宮）、二塁塁審。
- 出場試合数：944試合
- オールスター出場：2回（2017年＝第2戦で球審、2023年）
- 日本シリーズ出場：なし

（記録は2024年シーズン終了時）

## 表彰
- イースタン・リーグ優秀審判員：1回 (2011年)
- ファインジャッジ賞：1回 (2019年)

(記録は2022年シーズン終了時)